# Anatoli Parfionov
Anatoli Parfionov (Moscú, Unión Soviética, 17 de noviembre de 1925-28 de enero de 1993) fue un deportista soviético especialista en lucha grecorromana donde llegó a ser campeón olímpico en Melbourne 1956.

## Carrera deportiva
En los Juegos Olímpicos de 1956 celebrados en Melbourne ganó la medalla de oro en lucha grecorromana estilo peso pesado, por delante del alemán Wilfried Dietrich (plata) y del italiano Adelmo Bulgarelli (bronce).